# Rossendorfer Teich
Der zirka fünf Hektar große Rossendorfer Teich (auch Nixenteich genannt) liegt nördlich von Rossendorf, einem Ortsteil der zu Dresden gehörenden Ortschaft Schönfeld-Weißig. Nördlich des Gewässers verläuft die Bundesstraße 6, östlich befindet sich das Helmholtz-Zentrum Dresden-Rossendorf, das frühere Zentralinstitut für Kernforschung der DDR.

## Allgemeines
Unmittelbar neben dem Rossendorfer Teich entspringt die Prießnitz, die kurz nach ihrer Quelle den Teich komplett durchfließt. Viele (vor allem ältere) Darstellungen verzeichnen die Quelle der Prießnitz direkt im Rossendorfer Teich, sie befindet sich jedoch nach heutiger Erkenntnis etwa 150 m weiter östlich.
Das Gewässer dient seit langer Zeit der Fischzucht, hauptsächlich der Aufzucht von Karpfen. Zu DDR-Zeiten gehörte der Rossendorfer Teich dem VEB Binnenfischerei Dresden, auch einige kleinere Teiche in der Nähe waren als Zuchtgewässer in Gebrauch. Außerdem existierte zu dieser Zeit eine Entenzuchtstation. Aus der Brutstation Bärnsdorf bei Radeburg angelieferte Küken wurden hier bis zur Überstellung in eine Mastanlage aufgezogen. Nach der Wende 1989 wurde die Fischzucht wieder privatisiert. Vor allem Karpfen, Schleien und Hechte werden gezüchtet.
Direkt am Rossendorfer Teich befindet sich der Gasthof Schänkhübel. Wahrscheinlich existierte hier bereits seit dem 15. Jahrhundert eine Gastwirtschaft, in einer Urkunde aus dem Jahr 1429 ist ein Kretscham, also eine Schänke, an dieser Stelle erwähnt. Der eigentliche Schänkhübel wurde 1802 erbaut und 1912 neu errichtet.

## Natur
Der Rossendorfer Teich ist von einem stellenweise mehrere Meter breiten Schilfgürtel umgeben. In diesem sind verschiedene Wasservogelarten heimisch, unter anderem Stockenten und Blässhühner. Seltener sind auch Teichrallen und Zwergtaucher anzutreffen. Verschiedene Libellenarten und Wasserfrösche leben im und am Teich. Die östliche Hälfte des Teiches ist von einem Mischwaldbestand umgeben.

## Nixeninsel

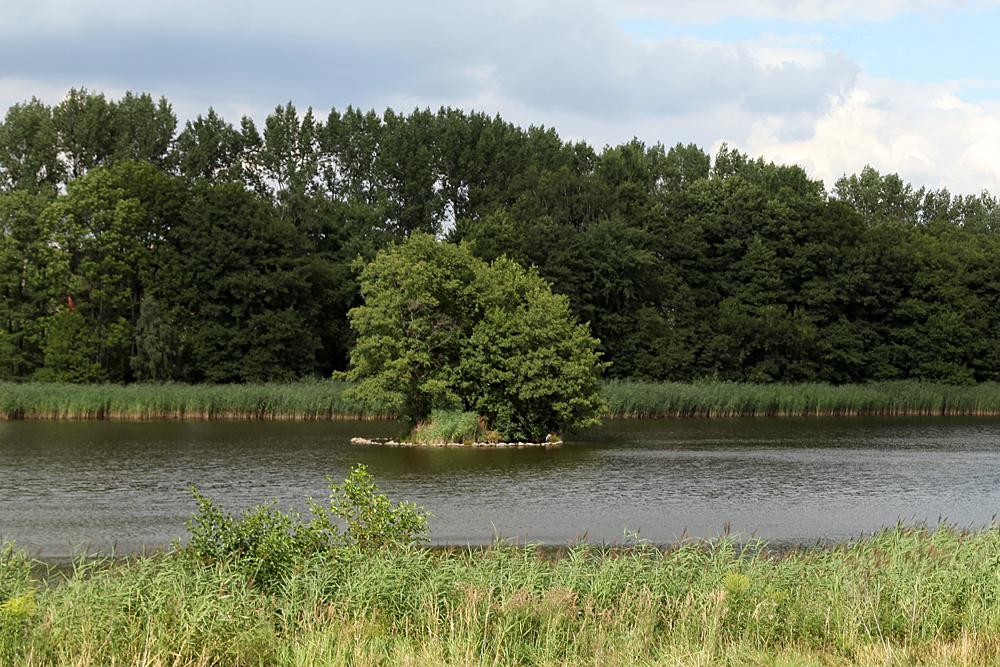
Nixeninsel

In der Mitte des Rossendorfer Teiches befindet sich eine kleine Insel, die als Nixeninsel bezeichnet wird. Die Insel hat einen kreisrunden Grundriss mit einem Durchmesser von 15 Metern und einer Fläche von 177 Quadratmetern. Laut einer Legende soll  ab 1690 eine kleine Kapelle auf der Insel gestanden haben, die der Heiligen Barbara geweiht war. Geistliche aus Stolpen und Pirna sollen hier regelmäßig Messen und Andachten abgehalten haben.
Im Jahr 1835 wurde eine kleine Hütte auf der Insel errichtet, die als Unterstand und Schutz für Entenjäger diente. Von dieser Hütte waren jedoch schon am Anfang des 20. Jahrhunderts nur noch wenige Reste zu finden.
Der Name Nixeninsel stammt aus der Sage Der Nixenhügel bei Rossendorf. In ihr wird berichtet, dass die ersten Christen der Gegend häufig Feste im nahen Eschdorf abhielten. Auf diesen Feiern erschien regelmäßig ein schönes junges Mädchen, das niemand kannte, und dessen Kleidersaum stets durchnässt war. Eines Abends gelang es einem jungen Mann, die Unbekannte zu überreden, sie nach Hause zu begleiten. Sie führte ihn zum Rossendorfer Teich und berührte mit einer Rute das Wasser, woraufhin das Wasser im Teich sich teilte und beide auf die Insel in dessen Mitte gelangten. Sie verbrachten die Nacht gemeinsam im Haus der Nixe, das sie mit ihrem Vater bewohnte. Als dieser am nächsten Tag nach Hause kam, versteckte die Nixe den jungen Mann in einem Backtrog. Der Vater nahm jedoch den Geruch der ihm verhassten Christen wahr. Die Nixe konnte ihn davon überzeugen, dass es im Haus lediglich nach Christen roch, weil sie selbst am Abend zuvor bei eben jenen in Eschdorf tanzen war. Nachdem der Vater eingeschlafen war, floh der junge Mann von der Insel. Das Mädchen wurde nie wieder gesehen. In einer anderen Überlieferung heißt die Sage Der Nixenhügel bei Eschdorf, der See wird als Eschdorfer Teich bezeichnet. Diese Benennungen rühren daher, dass die Gemarkung Rossendorf früher zu Eschdorf gehörte.

## Sonstiges
Der Lehrstuhl Siedlungswasserwirtschaft an der TU Dresden stellte 2012 im Rahmen des Regionalen Klimaanpassungsprogramms Modellregion Dresden (REGKLAM) einen Maßnahmenentwurf vor, der das Ausbinden von Fließgewässern aus bestehenden Stillgewässern zur Verminderung von deren Erwärmung vorschlug. Dieser Entwurf sah vor, den Lauf der Prießnitz zu verlegen. Statt direkt durch den Rossendorfer Teich sollte der Fluss ein naturnahes neues Bett am Südrand des Teiches bekommen. Ziel der geplanten Maßnahme war die Einrichtung ursprünglicher natürlicher Temperatur-, Strömungs-, Geschiebe- und Struktureigenschaften der Prießnitz.